# Pierre de Bréville
Pier de Bréville (Bar-le-Duc, Lorena, 21 de febrer de 1861 - París, 23 de setembre de 1949) fou un compositor francès.
Estudià dret fins a aconseguir el títol de llicenciat, però es dedicà exclusivament a la música. Fou professor de contrapunt de la Schola Cantorum, crític musical de diversos diaris, etc.
Entre les seves obres hi figuren:
- La nuit de décembre, poema simfònic,
- Obertura, pel drama Stamboul,
- Les sept princesses, introducció i música per l'escena, de Maeterlinck,
- La tête de Kemxarch,
- Sainte Rose de Lima,
- L'ondine et le pécheur,
- Prière pour la France,
- Bernadette,
- Baiser,
- La chanson des jeunes années,
- Eros vainqueur, conte de fades en tres actes,

Diverses melodies per a cant i piano, peces per a piano sol, una missa a tres veus i nombrosos motets.